# Parapygoplus
Parapygoplus is een geslacht van hooiwagens uit de familie Assamiidae.
De wetenschappelijke naam Parapygoplus is voor het eerst geldig gepubliceerd door Roewer in 1912. 

## Soorten
Parapygoplus is monotypisch en omvat slechts de volgende soort:
- Parapygoplus variatus